# Кёзе, Тевфик
Тевфик Кёзе (тур. и нем. Tevfik Köse; родился 12 июля 1988 года в Дюссельдорфе) — турецкий и немецкий футболист, нападающий.

## Карьера

### Клубная
Воспитанник немецкого футбола (в частности, школ дюссельдорфской «Фортуны» и леверкузенского «Байера»). Профессиональную карьеру начал в составе «аспириновых» летом 2001 года, играя за их второй состав. Пробиться в основной состав клуба ему было невозможно, вследствие чего он отправлялся играть в Турецкую Суперлигу на правах аренды за «Анкараспор» и «Кайсериспор». В 2009 году ещё до истечения контракта с «Байером» Тевфик перешёл в «Истанбул ББ».

### В сборной
Несмотря на то, что Кёзе родился в Германии, он отказался играть даже за юношеские команды и выбрал сборную своей исторической родины. Дебют в сборной Турции до 16 лет состоялся в 2003 году, в составе сборной до 17 лет в 2005 году Тевфик выиграл чемпионат Европы в Италии и завоевал приз лучшего бомбардира. Благодаря победе на Евро сборная Турции квалифицировалась на чемпионат мира в Перу, где заняла 4-е место. Кёзе отыграл за все юношеские сборные Турции, с 2011 года он вызывается во вторую сборную Турции. В составе турецкой сборной также сыграл на турнире в Тулоне в 2012 году, которая заняла второе место (Кёзе забил победный гол в полуфинале против Франции).

## Личная жизнь
Родственники Кёзе родом из турецкой провинции Байбурт.